# Triboniophorus graeffei
Triboniophorus graeffei är en snäckart som beskrevs av Jean-Henri Humbert 1863. Triboniophorus graeffei ingår i släktet Triboniophorus och familjen Athoracophoridae. Inga underarter finns listade i Catalogue of Life.

## Bildgalleri

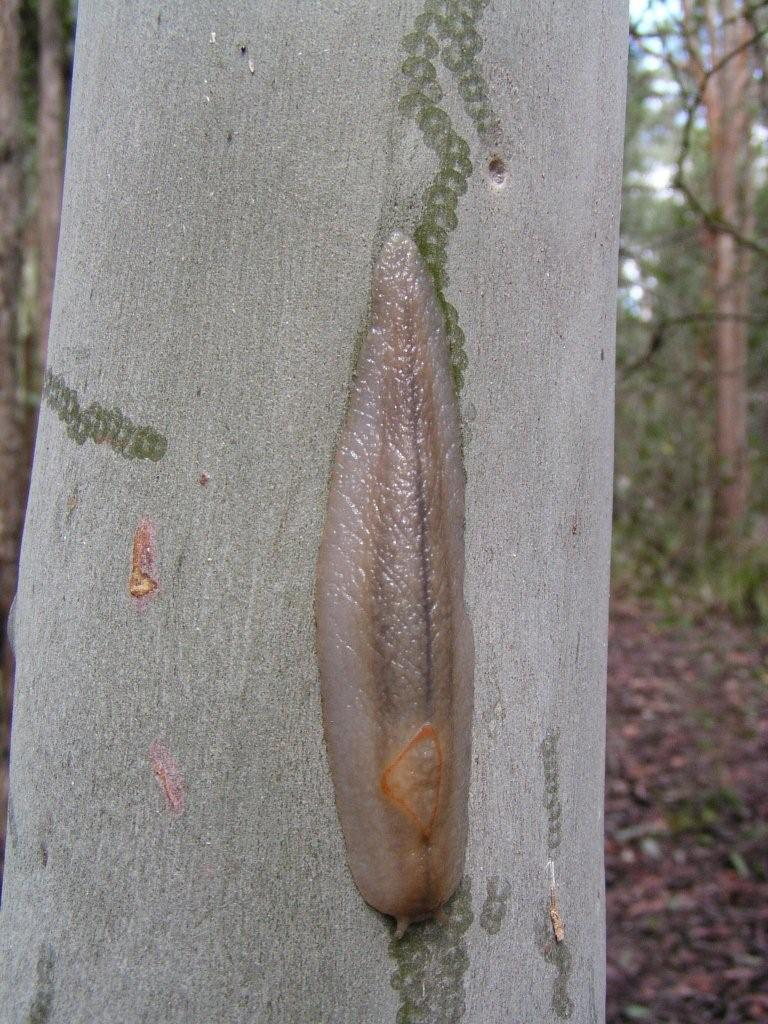
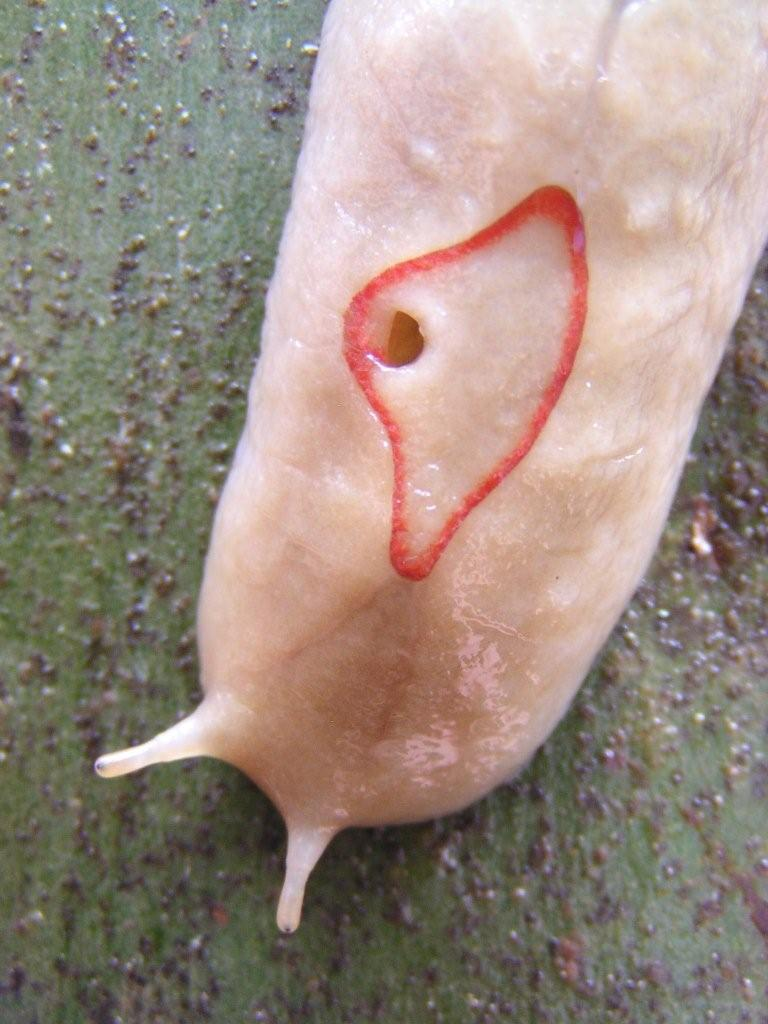
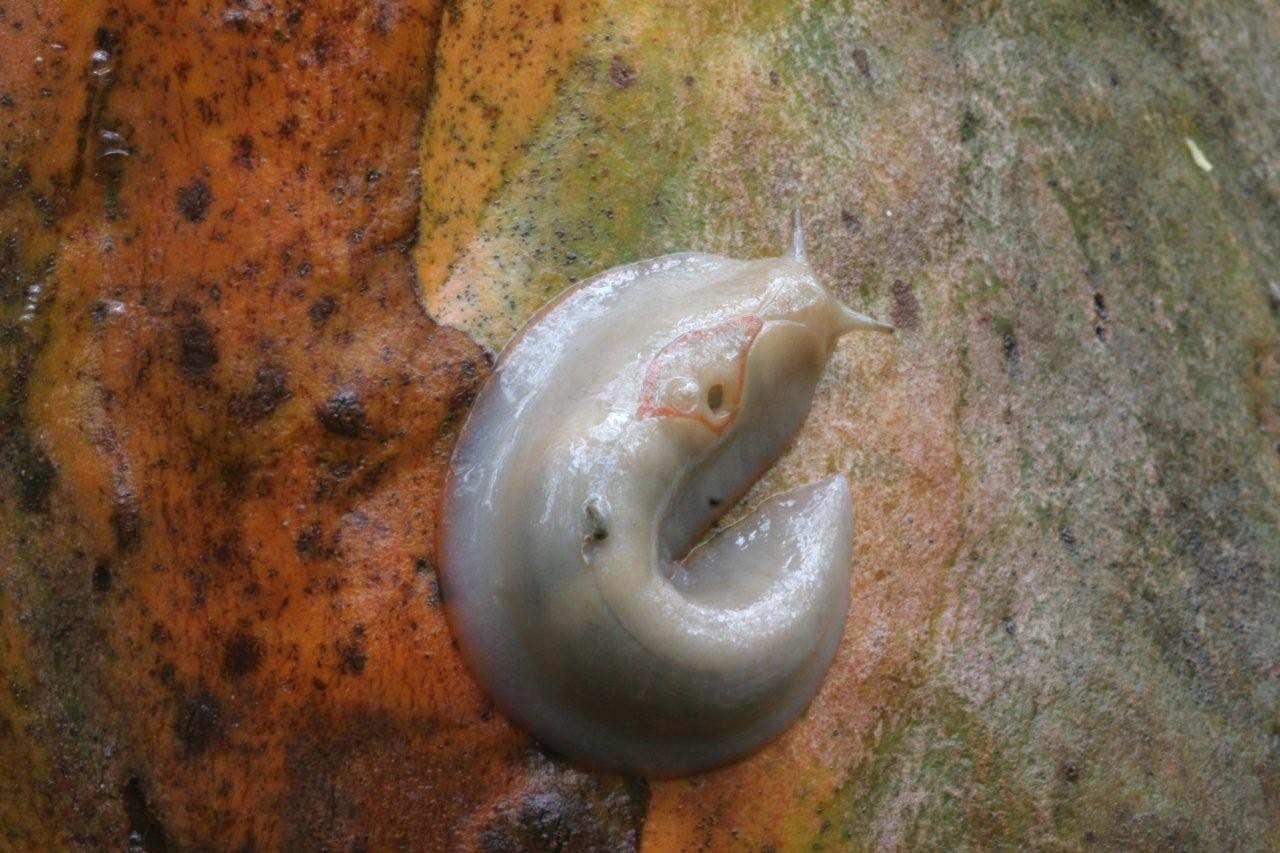
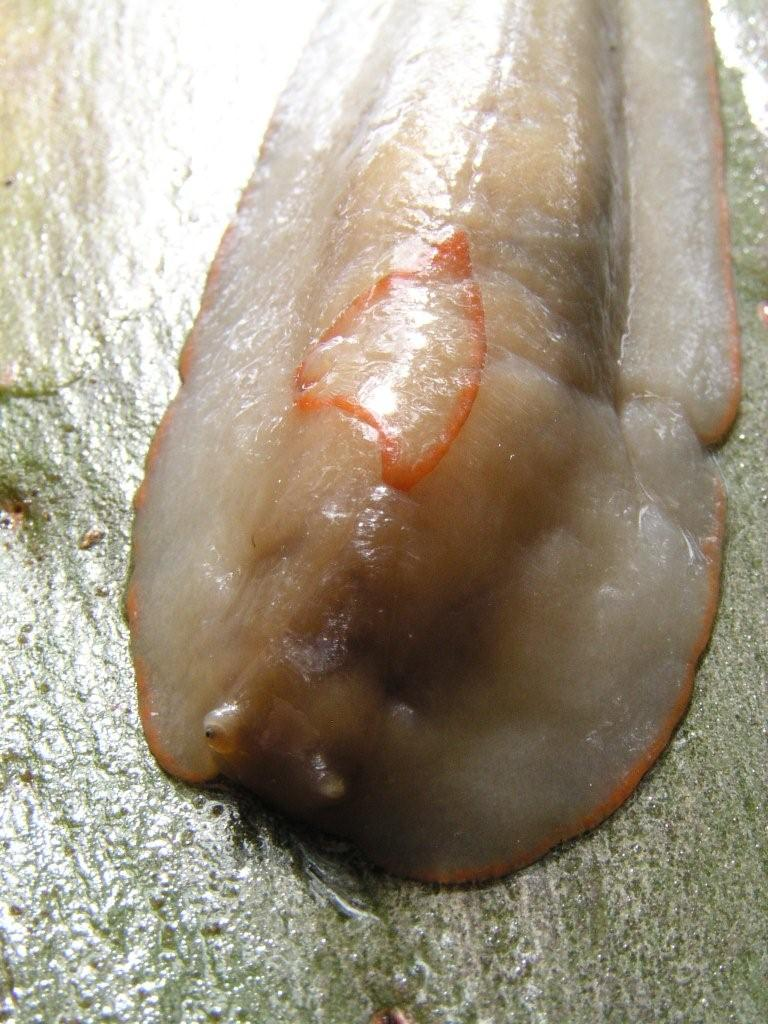
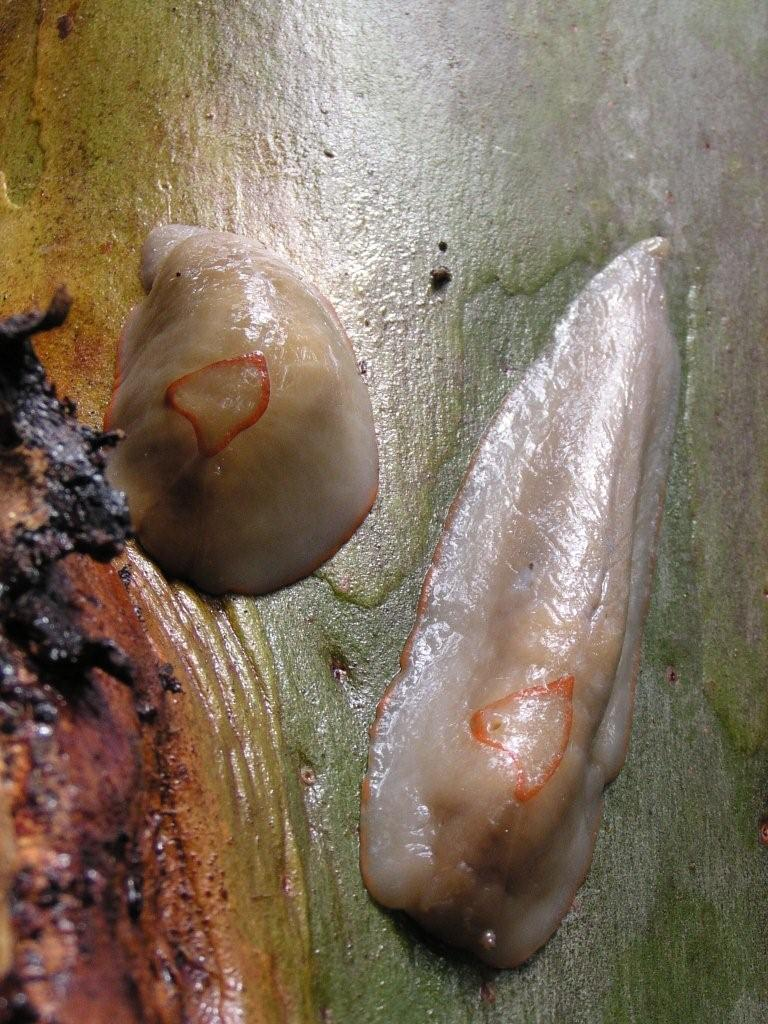
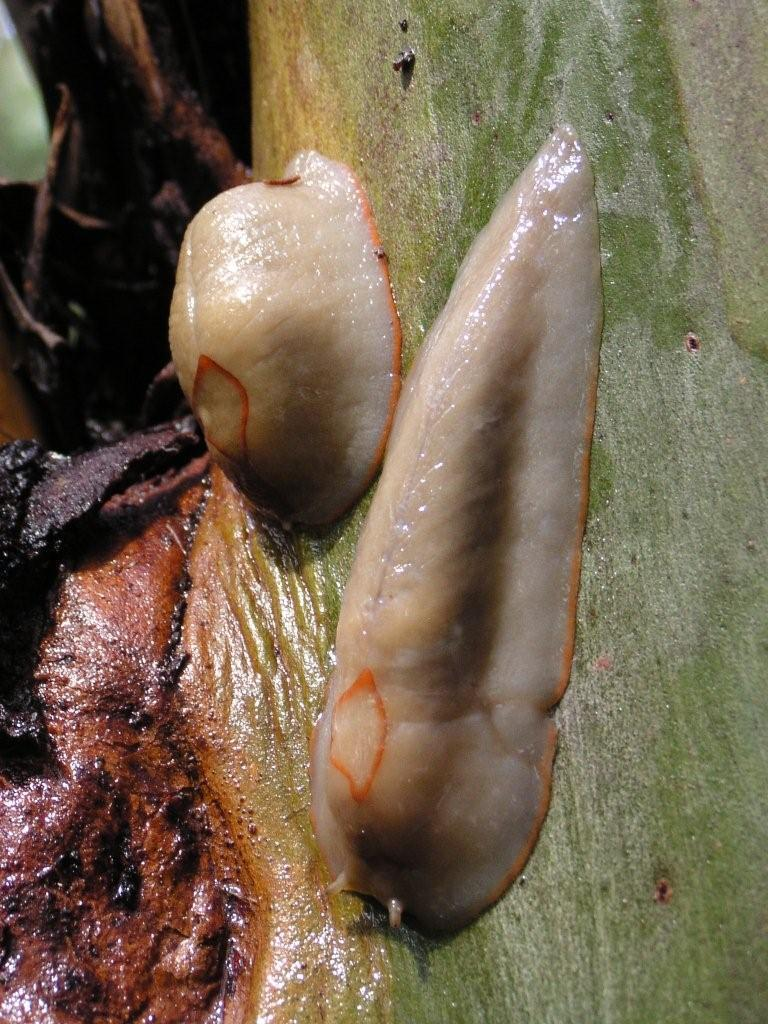